# Juan José Tramutola
Juan José Tramutola (ur. 21 października 1902 w La Placie, zm. 30 listopada 1968 w Remedios de Escalada) – argentyński trener.
Nigdy nie był piłkarzem, lecz jedynie nauczycielem wychowania fizycznego oraz instruktorem sportu. Był trenerem reprezentacji Argentyny (jako tzw. dyrektor techniczny) na turnieju Copa América 1929, gdzie Argentyna zdobyła tytuł mistrza Ameryki Południowej.
Następnie prowadził reprezentację Argentynyn w okresie finałów mistrzostw świata w 1930 roku, gdzie Argentyna zdobyła wicemistrzostwo świata. Miał wówczas 28 lat i do dziś jest najmłodszym trenerem reprezentacji biorącej udział w finałach mistrzostw świata (w pierwszym meczu z Francją miał 27 lat i 227 dni). W obu tych imprezach pomagał mu jako asystent i doradca, mający już doświadczenie jako piłkarz, Francisco Olazar.